# Trachylepis hildebrandtii
Espèce
Synonymes
- Euprepes hildebrandtii Peters, 1874
- Mabuya hildebrandtii (Peters, 1874)

Trachylepis hildebrandtii est une espèce de sauriens de la famille des Scincidae.

## Répartition
Cette espèce se rencontre en Somalie et en Éthiopie.

## Étymologie
Cette espèce est nommée en l'honneur de Johann Maria Hildebrandt.

## Publication originale
- Peters, 1874 : Über einige neue Reptilien (Lacerta, Eremias, Diploglossus, Euprepes, Lygosoma, Sepsina, Ablepharus, Simotes, Onychocephalus). Monatsberichte der Königlich preussischen Akademie der Wissenschaften zu Berlin, vol. 1874, p. 368-377 (texte intégral).